# İstiklâl Marşı

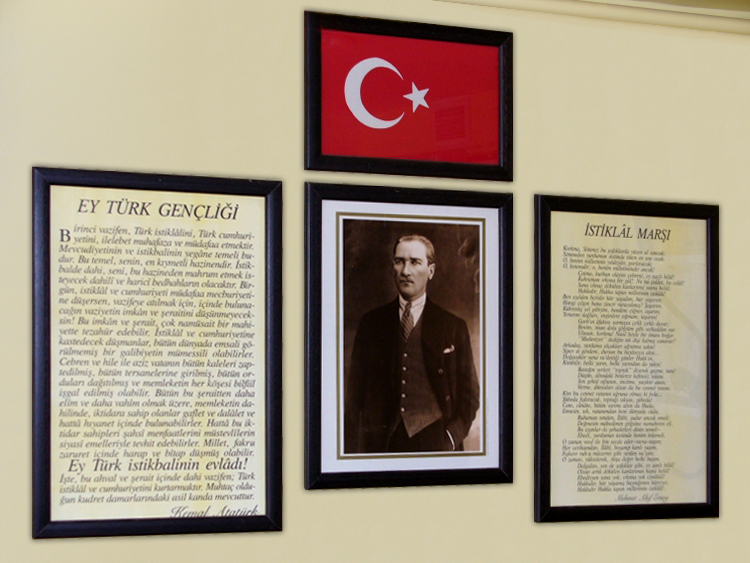
In Klassenzimmern der Türkei aufgehängter Text des Unabhängigkeitsmarsches mit dem Bild von Mustafa Kemal Atatürk

Der İstiklâl Marşı (osmanisch استقلال مارشی ‚Freiheits-‘ bzw. ‚Unabhängigkeitsmarsch‘) ist seit dem 12. März 1921 die Nationalhymne der Republik Türkei und der völkerrechtlich nicht anerkannten Türkischen Republik Nordzypern. Vor der Vereinigung mit der Türkischen Republik im Jahr 1939 war der Marsch auch die Nationalhymne des Staates Hatay, der heutigen türkischen Provinz Hatay. Der Text stammt von dem Dichter Mehmet Akif Ersoy, die Musik von Osman Zeki Üngör. Text und Musik des İstiklâl Marşı wurden in einem Wettbewerb ausgewählt. Der armenischstämmige Edgar Manas arrangierte die Orchesterfassung der Hymne.

## Geschichte
Der Unabhängigkeitsmarsch wurde am 12. März 1921 zur Nationalhymne bestimmt. Zuvor hatte man in einem Wettbewerb nach der besten Lösung für den National-Marsch gesucht. Den Text schrieb der Dichter Mehmet Akif Ersoy. 24 Komponisten beteiligten sich an einem weiteren Wettbewerb zur Auswahl der Musik, in dem die Melodie von Ali Rıfat Çağatay gewann. Acht Jahre später wählte man eine andere Melodie und singt die Hymne seither zu einer Komposition des Leiters des Symphonieorchesters des Präsidenten, Zeki Üngör.
Nur die ersten beiden Strophen werden als Hymne gesungen.

## Text

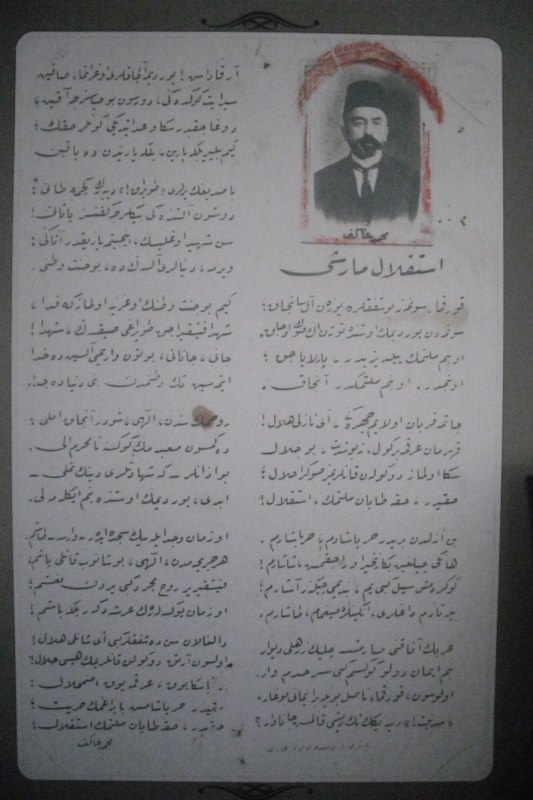
Text des Unabhängigkeitsmarsches in arabischer Schrift

### Originaltext auf Türkisch
İstiklâl Marşı
|  |  | Korkma, sönmez bu şafaklarda yüzen al sancak; Sönmeden yurdumun üstünde tüten en son ocak. O benim milletimin yıldızıdır, parlayacak; O benimdir, o benim milletimindir ancak. Çatma, kurban olayım çehreni ey nazlı hilal! Kahraman ırkıma bir gül! Ne bu şiddet bu celal? Sana olmaz dökülen kanlarımız sonra helal, Hakkıdır, Hak’ka tapan, milletimin istiklal! Ben ezelden beridir hür yaşadım, hür yaşarım. Hangi çılgın bana zincir vuracakmış? Şaşarım; Kükremiş sel gibiyim, bendimi çiğner aşarım; Yırtarım dağları, enginlere sığmam, taşarım. Garbın afakını sarmışsa çelik zırhlı duvar, Benim iman dolu göğsüm gibi serhaddim var. Ulusun, korkma! Nasıl böyle bir imanı boğar. “Medeniyet!” dediğin tek dişi kalmış canavar? Arkadaş! Yurduma alçakları uğratma sakın! Siper et gövdeni, dursun bu hayasızca akın. Doğacaktır sana vaadettiği günler Hak’kın; Kim bilir, belki yarın, belki yarından da yakın. | Bastığın yerleri “toprak” diyerek geçme, tanı! Düşün altındaki binlerce kefensiz yatanı. Sen şehit oğlusun, incitme, yazıktır atanı; Verme, dünyaları alsan da bu cennet vatanı. Kim bu cennet vatanın uğruna olmaz ki feda? Şüheda fışkıracak, toprağı sıksan şüheda! Canı, cananı, bütün varımı alsın da Hüda, Etmesin tek vatanımdan beni dünyada cüda. Ruhumun senden ilahi, şudur ancak emeli; Değmesin mabedimin göğsüne na-mahrem eli! Bu ezanlar ki şahadetleri dinin temeli, Ebedi yurdumun üstünde benim inlemeli O zaman vecdile bin secde eder varsa taşım; Her cerihamdan, ilahi, boşanıp kanlı yaşım, Fışkırır ruh-i mücerret gibi yerden naşım; O zaman yükselerek arşa değer belki başım! Dalgalan sen de şafaklar gibi ey şanlı hilal; Olsun artık dökülen kanlarımın hepsi helal! Ebediyen sana yok, ırkıma yok izmihlal. Hakkıdır, hür yaşamış bayrağımın hürriyet; Hakkıdır, Hak’ka tapan milletimin istiklal! |

### Übersetzung
Übersetzung von Eduard Zuckmayer:
Getrost, der Morgenstern brach an,

Im neuen Licht weht unsre Fahn’'.

Ja, du sollst wehen,

Solang ein letztes Heim noch steht,

Ein Herd raucht in unserem Vaterland.

Du unser Stern, du ewig strahlender Glanz,

Du bist unser, dein sind wir ganz.

Nicht wend' dein Antlitz von uns,

O Halbmond, ewig sieggewohnt

Scheine uns freundlich

Und schenke Frieden uns und Glück,

Dem Heldenvolk, das dir sein Blut geweiht.

Wahre die Freiheit uns, für die wir glühn,

Höchstes Gut dem Volk, das sich einst selbst befreit.

### Dokumente
- Text der Hymne (PDF; 71 kB; türkisch)
- Ausführliche Erklärung des Textes (PDF; 168 kB; türkisch)
- Noten des Marsches: PDF, Musescore

### Audio-Dateien
- Die Hymne (Orchester der Türkischen Streitkräfte; Chor des Kulturministeriums) als .zip-Datei herunterladbar
- Die Hymne (Symphonieorchester des Präsidialamtes) als .zip-Datei herunterladbar
- Die Hymne (instrumental) als .zip-Datei herunterladbar